# Stotterheck
Stotterheck ist ein Ortsteil von der Stadt Hennef (Sieg) im Rhein-Sieg-Kreis in Nordrhein-Westfalen. Stotterheck wird heute in der Statistik der Stadt Hennef nicht mehr gesondert ausgewiesen.

## Lage
Der Weiler liegt in einer Höhe von 270 Metern über N.N. auf den Hängen des Westerwaldes direkt nördlich der Bundesstraße 8 und nahe der Landesgrenze nach Rheinland-Pfalz in der Gemarkung Uckerath.

## Geschichte
Schulisch gehörte Stotterheck von 1874 an zu Eichholz.
1910 gab es in Stotterheck die Haushalte Fabrikarbeiter Johann Ehrenberg, Ackerer Christian Weber, Steinbrucharbeiter Friedrich Wilhelm Weber und Tagelöhner Peter Weber.
Bis zum 1. August 1969 gehörte die Ortschaft Stotterheck zur Gemeinde Uckerath. Im Rahmen der kommunalen Neugliederung des Raumes Bonn wurde Uckerath, damit auch der Ort Stotterheck, der damals neuen amtsfreien Gemeinde „Hennef (Sieg)“ zugeordnet.
Im Jahr 2008 wurde in Stotterheck aus privaten Mitteln die „Anna-Kapelle“ gebaut. Sie ist massiv aus Stein gebaut und etwa 2,5 mal 3 Meter groß.